# Джеймс Бюканън Дюк
Джеймс Бюканън Дюк (на английски: James Buchanan Duke), оден на 23 декември 1856 г. в Дърам, Северна Каролина, починал на 10 октомври 1925 г. в Ню Йорк е американски  индустриалец и основател на тютюневия концерн Америкън Тобако. С въвеждането в производството на  машините за производството на цигари той допринася в най-голяма степен за развитието на модерните цигари и го превръща в международен успех. Той допринася с това и за масовото разпространение на тютюнопушенето с всичките негативни последици за здравето на човечеството. Той е съосновател на „Дюк Енерджи“, а през 1924 г. основава „Дюк Ендаумънт“. Университетът „Дюк“ е наречен в чест на фамилията, финансирала създаването и развитието на университета.

## Биография
Джеймс Бюканън Дюк е син на Уошингтон и Артелия Рони Дюк, които се занимават с производство на тютюн и тютюневи изделия. Джеймс е само на две години, когато майка му и брат му умират от тиф. Отгледан е от баща си и роднини. Има по-голяма сестра Мери и  по-голям брат Бенжамин. Джеймс е бил женен два пъти. С първата си жена е от 1904 до 1906 г и нямат деца. През 1907 той се жени за втори път за вдовицата Ненелайн Холт Инмен. През 1912 г. се ражда дъщеря им Дорис. Тя израства в семейната ферма Дюк Фармс в Ню Джърси. Тя представлява тогава селскостопанска земя с площ 8 хиляди декара, превърнати в уникален парк с две зимни градини, девет езера, 35 фонтана, 45 сгради и голям брой скулптури. Тогава Джеймс е на 56 години. Той умира  малко преди дъщеря им да стане на 13 години и завещава на нейно име половината си богатство. Дорис се преборва за правата върху фермата със собствената си майка. Като най-богатото момиче в света, тя е считана за екстравагантна и ексцентична. Тя не се срамува да работи и дава голяма част от богатството си за благотворителни цели. Умира през 1993 г. в Бевърли Хилс.